# Fumizuki (tàu khu trục Nhật) (1925)
Fumizuki (tiếng Nhật: 文月) là một tàu khu trục hạng nhất thuộc lớp Mutsuki của Hải quân Đế quốc Nhật Bản, bao gồm mười hai chiếc được chế tạo sau Chiến tranh Thế giới thứ nhất. Được xem là tiên tiến vào lúc đó, những con tàu này đã phục vụ như những tàu khu trục hàng đầu của Nhật trong những năm 1930, nhưng được xem là đã lạc hậu vào lúc Chiến tranh Thái Bình Dương nổ ra; dù sao lớp Mutsuki vẫn được giữ lại ở tuyến đầu nhờ tầm xa hoạt động và kiểu ngư lôi mạnh mẽ mà chúng được trang bị. Fumizuki đã tham gia nhiều hoạt động khác nhau cho đến khi bị tàu ngầm Mỹ đánh chìm gần Truk trong Chiến dịch Hailstone ngày 18 tháng 2 năm 1944.

## Thiết kế và chế tạo
Việc chế tạo lớp tàu khu trục Mutsuki được chấp thuận như một phần của chương trình phát triển Hải quân Đế quốc Nhật Bản sau khi Hiệp ước Hải quân Washington có hiệu lực, và chúng được đặt hàng trong năm tài chính 1923. Lớp tàu này là một phiên bản nối tiếp và cải biến dựa trên các lớp tàu khu trục lớp Minekaze và Kamikaze trước đó, vốn chia sẻ nhiều đặc tính thiết kế chung. Fumizuki được đặt lườn tại xưởng đóng tàu Fujinagata ở Osaka vào ngày 20 tháng 10 năm 1924, được hạ thủy vào ngày 16 tháng 2 năm 1926 và được đưa ra hoạt động vào ngày 3 tháng 7 năm 1926. Thoạt tiên chỉ được gọi đơn giản là "Tàu khu trục số 29" (第二十九号駆逐艦, Dai-29-Gō Kuchikukan), nó được đổi tên thành Fumizuki vào ngày 1 tháng 8 năm 1928.

## Lịch sử hoạt động
Vào lúc xảy ra cuộc tấn công Trân Châu Cảng, Fumizuki nằm trong thành phần Hải đội Khu trục 22 thuộc Phân hạm đội Khu trục 5 của Hạm đội 3 Hải quân Đế quốc Nhật Bản, và được bố trí từ Quân khu Bảo vệ Mako tại quần đảo Pescadores trong thành phần của lực lượng Nhật Bản tham gia trận Philippines, trong đó nó giúp hỗ trợ cho cuộc đổ bộ của lực lượng Nhật Bản lên vịnh Lingayen và tại Aparri.
Vào đầu năm 1942, Fumizuki được phân công hộ tống các đoàn tàu vận tải đi đến Singora, Malaya và Đông Dương cũng như đến Java vào tháng 2. Từ ngày 10 tháng 3 năm 1942, Fumizuki cùng Phân hạm đội Khu trục 5 được bố trí về Hạm đội Khu vực Đông Nam hộ tống các đoàn tàu vận tải từ Singapore đến to Penang và Rangoon. Nó quay trở về Xưởng hải quân Sasebo để sửa chữa vào ngày 17 tháng 6, rồi quay trở lại Mako vào đầu tháng 9.
Vào ngày 16 tháng 9, Fumizuki bị hư hại nặng do va chạm với tàu vận tải Kachidoki Maru trong eo biển Đài Loan, và bị buộc phải quay về Sasebo để sửa chữa cho đến đầu năm 1943. Vào cuối tháng 1 năm 1943, Fumizuki hộ tống chiếc tàu chở thủy phi cơ Kamikawa Maru từ Sasebo đi ngang qua Truk và Rabaul để đến Shortland, và ở lại đó trong suốt tháng 2 để bảo vệ cho cuộc triệt thoái lực lượng Nhật Bản trú đóng trên đảo Guadalcanal. Fumizuki được phân về Hạm đội 8 Hải quân Đế quốc Nhật Bản đặt căn cứ tại Rabaul vào ngày 25 tháng 2 năm 1943, và được phân công nhiều chuyến đi "Tốc hành Tokyo" vận chuyển binh lính trong suốt khu vực quần đảo Solomon cho đến cuối tháng 4. Nó chịu đựng những hư hại nhẹ do các cuộc tấn công bắn phá tại Finschhafen vào tháng 3 và tại Kavieng vào tháng 4.
Fumizuki quay trở về xưởng hải quân Yokosuka để sửa chữa vào ngày 4 tháng 5. Nó rời Yokosuka ngày 20 tháng 8 hộ tống đoàn tàu vận tải đi ngang qua Sasebo đến Saipan, Truk và Rabaul. Từ tháng 9 năm 1943 đến tháng 1 năm 1944, nó thực hiện nhiều chuyến đi "Tốc hành Tokyo" để triệt thoái lực lượng khỏi Kolombangara và Vella Lavella, và để đổ bộ lực lượng lên đảo Buka, đảo Bougainville cùng nhiều khu vực khác tại New Guinea. Vào ngày 2 tháng 11, Fumizuki bị bắn phá bởi một cuộc không kích của máy bay Hải quân Mỹ tại Rabaul, khiến sáu người chết và bốn người bị thương. Nó lại bị hư hại trong một cuộc không kích khác gần Kavieng trong đêm 4 tháng 1 năm 1944.
Trong khi ở lại Truk vào ngày 17 tháng 2 năm 1944, Fumizuki bị đánh trúng ngư lôi trong Chiến dịch Hailstone, khi máy bay Hải quân Mỹ xuất phát từ tàu sân bay tấn công các tàu bè Nhật Bản thả neo tại đây. Quả ngư lôi đánh trúng đã gây ngập nước không thể kiểm soát được, và Fumizuki chìm vào ngày 18 tháng 2 với 29 thành viên thủy thủ đoàn thiệt mạng, ở tọa độ 07°24′B 151°44′Đ / 7,4°B 151,733°Đ.
Fumizuki được rút khỏi danh sách Đăng bạ Hải quân vào ngày 31 tháng 3 năm 1944.

## Danh sách thuyền trưởng
- Trung tá Kensuke Yoshida (sĩ quan trang bị trưởng): 22 tháng 2 năm 1926 - 3 tháng 7 năm 1926
- Trung tá Kensuke Yoshida: 3 tháng 7 năm 1926 - 1 tháng 12 năm 1926
- Trung tá Minoru Yamaguchi: 1 tháng 12 năm 1926 - 1 tháng 12 năm 1927
- Trung tá Misao Nakada: 1 tháng 12 năm 1927 - 30 tháng 11 năm 1929
- Thiếu tá Minoru Katsuno: 30 tháng 11 năm 1929 - 16 tháng 7 năm 1931
- Thiếu tá Yasuji Hirai: 16 tháng 7 năm 1931 - 2 tháng 11 năm 1931
- Thiếu tá Minoru Katsuno: 2 tháng 11 năm 1931 - 1 tháng 12 năm 1931
- Thiếu tá Toshio Abe: 1 tháng 12 năm 1931 - 15 tháng 11 năm 1933
- Thiếu tá Yuji Yamada: 15 tháng 11 năm 1933 - 15 tháng 10 năm 1935
- Thiếu tá Masao Tanaka: 15 tháng 10 năm 1935 - 15 tháng 11 năm 1937
- Thiếu tá Ichitaro Oshima: 15 tháng 11 năm 1937 - 20 tháng 5 năm 1938
- Thiếu tá Fusanori Uzawa: 20 tháng 5 năm 1938 - 1 tháng 10 năm 1938
- Thiếu tá Masayoshi Motokura: 1 tháng 10 năm 1938 - 15 tháng 11 năm 1939
- Thiếu tá Masanori Yamashita: 15 tháng 11 năm 1939 - 6 tháng 1 năm 1940
- Thiếu tá Isamu Nakamata: 6 tháng 1 năm 1940 - 15 tháng 10 năm 1940
- Thiếu tá Yasuo Arai: 15 tháng 10 năm 1940 - 10 tháng 9 năm 1941
- Đại úy Taro Ebihara: 10 tháng 9 năm 1941 - 1 tháng 11 năm 1943; thăng Thiếu tá 1 tháng 11 năm 1942
- Thiếu tá Yoshiharu Nagakura: 1 tháng 11 năm 1943 - 18 tháng 2 năm 1944